# Liste der Mitglieder des Landtags Brandenburg (8. Wahlperiode)
Diese Liste zeigt alle Mitglieder des 8. Landtags Brandenburg, der am 22. September 2024 gewählt wurde und sich am 17. Oktober 2024 konstituierte.

## Struktur

### Landtagspräsidentin und Vizepräsidenten
- Landtagspräsidentin: Ulrike Liedtke (SPD)[1]
- Vizepräsident: Daniel Münschke (AfD)
- Vizepräsidentin: Jouleen Gruhn (BSW)
- Vizepräsident: Rainer Genilke (CDU)

### Weitere Mitglieder des Präsidiums
(Quelle: )
- SPD: Björn Lüttmann, Ludwig Scheetz
- AfD: Hans-Christoph Berndt, Dennis Hohloch
- BSW: Niels-Olaf Lüders

### Fraktionsvorstände
| Fraktion | Vorsitzende           | Stellvertretende Vorsitzende                                                                                 | Parlamentarische Geschäftsführer |
| -------- | --------------------- | --- | -------------------------------- |
| SPD      | Björn Lüttmann        | Melanie Balzer Nadine Graßmel Katja Poschmann Wolfgang Roick Sebastian Rüter Martina Maxi Schmidt Erik Stohn | Ludwig Scheetz                   |
| AfD      | Hans-Christoph Berndt | Lena Kotré Andreas Galau Lars Hünich                                                                         | Dennis Hohloch                   |
| BSW      | Niels-Olaf Lüders     | |                                  |
| CDU      | Jan Redmann           | | Steeven Bretz                    |

## Zusammensetzung des Landtags
Nach der Landtagswahl 2024 setzt sich der Landtag wie folgt zusammen:
| Fraktion | Sitze |
| -------- | ----- |
| SPD      | 32    |
| AfD      | 30    |
| BSW      | 14    |
| CDU      | 12    |
| Gesamt   | 88    |

## Liste der Abgeordneten
| Bild | Mitglied des Landtages     | geb. | Fraktion | Landtagswahlkreis                               | Erststimmen in % | Bemerkungen                                     |
| ---- | -------------------------- | ---- | -------- | ----------------------------------------------- | ---------------- | ----------------------------------------------- |
|      | Jean-René Adam             | 1964 | AfD      | Prignitz I                                      | 34,5 %           |                                                 |
|      | Uwe Adler                  | 1974 | SPD      | Potsdam-Mittelmark III/Potsdam III              | 39,8 %           |                                                 |
|      | Torsten Arndt              | 1962 | AfD      | Prignitz II/Ostprignitz-Ruppin II               | 36,2 %           |                                                 |
|      | Kristy Augustin            | 1979 | CDU      | Landesliste                                     |                  |                                                 |
|      | Melanie Balzer             | 1982 | SPD      | Potsdam-Mittelmark II                           | 38,3 %           |                                                 |
|      | Kai Berger                 | 1971 | AfD      | Ostprignitz-Ruppin III/Havelland III            | 35,0 %           |                                                 |
|      | Hans-Christoph Berndt      | 1956 | AfD      | Dahme-Spreewald III                             | 39,3 %           |                                                 |
|      | Frank Bommert              | 1961 | CDU      | Landesliste                                     |                  |                                                 |
|      | Steeven Bretz              | 1976 | CDU      | Landesliste                                     |                  |                                                 |
|      | Julian Brüning             | 1994 | CDU      | Landesliste                                     |                  |                                                 |
|      | Robert Crumbach            | 1962 | BSW      | Landesliste                                     |                  |                                                 |
|      | Marlon Deter               | 1973 | AfD      | Landesliste                                     |                  | nachgerückt am 10. April 2025 für Birgit Bessin |
|      | Christian Dorst            | 1970 | BSW      | Landesliste                                     |                  |                                                 |
|      | Peter Drenske              | 1960 | AfD      | Elbe-Elster I                                   | 36,3 %           |                                                 |
|      | Danny Eichelbaum           | 1973 | CDU      | Landesliste                                     |                  |                                                 |
|      | Ellen Fährmann             | 1964 | CDU      | Landesliste                                     |                  |                                                 |
|      | Benjamin Filter            | 1981 | AfD      | Landesliste                                     |                  |                                                 |
|      | Kurt Fischer               | 2000 | SPD      | Landesliste                                     |                  |                                                 |
|      | Tina Fischer               | 1971 | SPD      | Dahme-Spreewald I                               | 36,5 %           |                                                 |
|      | Johannes Funke             | 1969 | SPD      | Havelland I                                     | 36,1 %           |                                                 |
|      | Andreas Galau              | 1967 | AfD      | Uckermark III/Oberhavel IV                      | 35,8 %           |                                                 |
|      | Rainer Genilke             | 1968 | CDU      | Landesliste                                     |                  |                                                 |
|      | Nadine Graßmel             | 1979 | SPD      | Landesliste                                     |                  |                                                 |
|      | Benjamin Grimm             | 1984 | SPD      | Oberhavel II                                    | 37,0 %           |                                                 |
|      | Jouleen Gruhn              | 1984 | BSW      | Landesliste                                     |                  |                                                 |
|      | Lars Günther               | 1976 | AfD      | Märkisch-Oderland III                           | 38,0 %           |                                                 |
|      | Corrado Gursch             | 1988 | CDU      | Landesliste                                     |                  | nachgerückt am 15. März 2025 für Saskia Ludwig  |
|      | Michael Hanko              | 1964 | AfD      | Spree-Neiße II                                  | 46,5 %           |                                                 |
|      | Elske Hildebrandt          | 1974 | SPD      | Landesliste                                     |                  |                                                 |
|      | Gordon Hoffmann            | 1978 | CDU      | Landesliste                                     |                  |                                                 |
|      | Dennis Hohloch             | 1989 | AfD      | Oder-Spree II                                   | 40,5 %           |                                                 |
|      | Jean-Pascal Hohm           | 1997 | AfD      | Cottbus I                                       | 34,6 %           |                                                 |
|      | Sven Hornauf               | 1973 | BSW      | Landesliste                                     |                  |                                                 |
|      | Lars Hünich                | 1971 | AfD      | Landesliste                                     |                  |                                                 |
|      | Fabian Jank                | 1996 | AfD      | Oberspreewald-Lausitz II/Spree-Neiße IV         | 38,7 %           |                                                 |
|      | Falk Gerd Janke            | 1963 | AfD      | Märkisch-Oderland IV                            | 38,8 %           |                                                 |
|      | Steffen John               | 1964 | AfD      | Barnim II                                       | 26,3 %           |                                                 |
|      | Lars Katzmarek             | 1992 | SPD      | Cottbus II                                      | 38,0 %           |                                                 |
|      | Dominik Kaufner            | 1983 | AfD      | Landesliste                                     |                  |                                                 |
|      | Daniel Keller              | 1986 | SPD      | Potsdam II                                      | 42,8 %           |                                                 |
|      | Britta Kornmesser          | 1968 | SPD      | Brandenburg an der Havel II                     | 39,2 %           |                                                 |
|      | Lena Kotré                 | 1987 | AfD      | Barnim III                                      | 34,9 %           |                                                 |
|      | Steffen Kubitzki           | 1964 | AfD      | Spree-Neiße I                                   | 41,5 %           |                                                 |
|      | Roman Kuffert              | 1959 | AfD      | Barnim I                                        | 32,8 %           |                                                 |
|      | Andreas Kutsche            | 1977 | BSW      | Landesliste                                     |                  |                                                 |
|      | Katrin Lange               | 1971 | SPD      | Landesliste                                     |                  |                                                 |
|      | Gunnar Lehmann             | 1993 | BSW      | Landesliste                                     |                  |                                                 |
|      | Ulrike Liedtke             | 1958 | SPD      | Ostprignitz-Ruppin I                            | 34,6 %           |                                                 |
|      | Niels-Olaf Lüders          | 1966 | BSW      | Landesliste                                     |                  |                                                 |
|      | Björn Lüttmann             | 1975 | SPD      | Landesliste                                     |                  |                                                 |
|      | Daniel Freiherr von Lützow | 1974 | AfD      | Landesliste                                     |                  |                                                 |
|      | Melanie Matzies-Köhler     | 1972 | BSW      | Landesliste                                     |                  |                                                 |
|      | Jenny Meyer                | 1975 | BSW      | Landesliste                                     |                  |                                                 |
|      | Hanka Mittelstädt          | 1987 | SPD      | Landesliste                                     |                  |                                                 |
|      | Wilko Möller               | 1966 | AfD      | Frankfurt (Oder)                                | 33,6 %           |                                                 |
|      | Daniel Münschke            | 1980 | AfD      | Oberspreewald-Lausitz III/Spree-Neiße III       | 36,8 %           |                                                 |
|      | Kathleen Muxel             | 1971 | AfD      | Oder-Spree III                                  | 36,9 %           |                                                 |
|      | Andreas Noack              | 1965 | SPD      | Oberhavel I                                     | 34,0 %           |                                                 |
|      | Volker Nothing             | 1965 | AfD      | Elbe-Elster II                                  | 43,5 %           |                                                 |
|      | Daniela Oeynhausen         | 1972 | AfD      | Landesliste                                     |                  |                                                 |
|      | André von Ossowski         | 1960 | BSW      | Landesliste                                     |                  |                                                 |
|      | Erik Pardeik               | 1990 | AfD      | Märkisch-Oderland II                            | 33,5 %           |                                                 |
|      | Marcel Penquitt            | 1986 | SPD      | Teltow-Fläming I                                | 36,8 %           |                                                 |
|      | Falk Peschel               | 1974 | BSW      | Landesliste                                     |                  |                                                 |
|      | Katja Poschmann            | 1980 | SPD      | Landesliste                                     |                  |                                                 |
|      | Jan Redmann                | 1979 | CDU      | Landesliste                                     |                  |                                                 |
|      | Norbert Rescher            | 1969 | AfD      | Uckermark II                                    | 39,7 %           |                                                 |
|      | Wolfgang Roick             | 1968 | SPD      | Landesliste                                     |                  |                                                 |
|      | Stefan Roth                | 1987 | BSW      | Landesliste                                     |                  |                                                 |
|      | Sebastian Rüter            | 1976 | SPD      | Potsdam-Mittelmark IV                           | 40,0 %           |                                                 |
|      | Julia Sahi                 | 1973 | SPD      | Havelland II                                    | 37,1 %           |                                                 |
|      | Ludwig Scheetz             | 1986 | SPD      | Dahme-Spreewald II/Oder-Spree I                 | 35,7 %           |                                                 |
|      | Michael Schierack          | 1966 | CDU      | Landesliste                                     |                  |                                                 |
|      | Martina Maxi Schmidt       | 1988 | SPD      | Landesliste                                     |                  |                                                 |
|      | Sina Schönbrunn            | 1976 | SPD      | Landesliste                                     |                  |                                                 |
|      | Manja Schüle               | 1976 | SPD      | Potsdam I                                       | 34,4 %           |                                                 |
|      | Ines Seiler                | 1978 | SPD      | Teltow-Fläming III                              | 32,5 %           |                                                 |
|      | Reinhard Simon             | 1951 | BSW      | Landesliste                                     |                  | Alterspräsident                                 |
|      | Oliver Skopec              | 1985 | BSW      | Landesliste                                     |                  |                                                 |
|      | Matthias Steinfurth        | 1974 | SPD      | Landesliste                                     |                  |                                                 |
|      | Erik Stohn                 | 1983 | SPD      | Teltow-Fläming II                               | 38,8 %           |                                                 |
|      | Felix Teichner             | 1991 | AfD      | Uckermark I                                     | 39,8 %           |                                                 |
|      | Jörg Vogelsänger           | 1964 | SPD      | Märkisch-Oderland I/Oder-Spree IV               | 32,7 %           |                                                 |
|      | Nicole Walter-Mundt        | 1977 | CDU      | Landesliste                                     |                  |                                                 |
|      | Udo Wernitz                | 1968 | SPD      | Brandenburg an der Havel I/Potsdam-Mittelmark I | 32,1 %           |                                                 |
|      | Dietmar Woidke             | 1961 | SPD      | Landesliste                                     |                  |                                                 |
|      | Annemarie Wolff            | 1990 | SPD      | Landesliste                                     |                  |                                                 |
|      | Tim Zimmermann             | 1969 | AfD      | Oberhavel III                                   | 33,4 %           |                                                 |

## Ausgeschiedene Abgeordnete
| Bild | Mitglied des Landtages | geb. | Fraktion | Landtagswahlkreis       | Erststimmen in % | Bemerkungen                                                |
| ---- | ---------------------- | ---- | -------- | ----------------------- | ---------------- | ---------------------------------------------------------- |
|      | Birgit Bessin          | 1978 | AfD      | Oberspreewald-Lausitz I | 44,3 %           | am 9. April 2025 ausgeschieden, Nachrücker: Marlon Deter   |
|      | Saskia Ludwig          | 1968 | CDU      | Landesliste             |                  | am 14. März 2025 ausgeschieden, Nachrücker: Corrado Gursch |